# Plutașul de pe Bistrița
Plutașul de pe Bistrița  este o operetă în trei acte de Filaret Barbu.
Premiera operetei a avut loc la București în 1955.